# Tóth Vencel (játékvezető, 1978)
Tóth II. Vencel (Budapest, 1978. március 24. –)  magyar nemzetközi labdarúgó-játékvezető-asszisztens.

## Pályafutása

### Nemzeti játékvezetés
A játékvezetői vizsga megszerzését követően hamar elhatározta, hogy a játékvezetői szakma területeiből a partbírói szolgálatot vállalja és tanulja meg magas fokon.[forrás?] 2005-ben lett a legfelső szintű labdarúgó-bajnokság partbírója, asszisztense. Szakmai felkészültségét figyelembe véve rendszeresen foglalkoztatott sportember.

### Nemzetközi játékvezetés
A Magyar Labdarúgó-szövetség (MLSZ) Játékvezető Bizottsága 2008-ban terjesztette fel nemzetközi játékvezetőnek, a Nemzetközi Labdarúgó-szövetség (FIFA) partbíróinak keretébe. Több nemzetek közötti válogatott és klubmérkőzésen volt a működő játékvezető, pl. Kassai Viktor, Vad II. István segítője.

#### Európa-bajnokság
Szerbiában rendezték a 2011-es U17-es labdarúgó-Európa-bajnokság nyolcas döntőjét, ahol az UEFA JB asszisztensként foglalkoztatta. 
| Időpont         | Helyszín                      | Mérkőzés típusa        | Mérkőzés              | Eredmény | Játékvezető                  |
| --------------- | ----------------------------- | ---------------------- | --------------------- | -------- | ---------------------------- |
| 2011. május 3.  | FK Smederevo Stadion, Szendrő | selejtező (B. csoport) | Németország–Hollandia | 0 : 2    | Artur Soares Dias (portugál) |
| 2011. május 6.  | FK Smederevo Stadion, Szendrő | selejtező (A. csoport) | Szerbia–Franciaország | 1 : 1    | Stavros Tritsonis (görög)    |
| 2011. május 9.  | FK Smederevo Stadion, Szendrő | selejtező (B. csoport) | Románia–Németország   | 0 : 1    | Stavros Tritsonis            |
| 2011. május 12. | Karađorđe Stadion, Újvidék    | egyik elődöntő         | Hollandia–Anglia      | 1 : 0    | Artur Soares Dias            |
| 2011. május 15. | Karađorđe Stadion, Újvidék    | döntő                  | Németország–Hollandia | 2 : 5    | Kristo Tohver (észt)         |

## Családi kapcsolat
Édesapja, Tóth Vencel korábbi nemzetközi, FIFA játékvezető.

## Külső hivatkozások
- Tóth Vencel. focibiro.hu (Hozzáférés: 2020. július 4.)
- (2011) „újságcikk”. Síp és Zászló 2011. július  III. évfolyam 1. szám.